# Ammar Ali
Ammar Ali (in arabo عمار علي‎?; ...) è uno schermidore iracheno su sedia a rotelle.
Ha rappresentato l'Iraq ai Giochi paralimpici estivi del 2012 e del 2016, vincendo la medaglia d'argento nella gara di spada maschile B nel 2016.